# Brunstjärtad parakit
Brunstjärtad parakit (Pyrrhura melanura) är en fågel i familjen västpapegojor inom ordningen papegojfåglar.

## Utseende och läte
Brunstjärtad parakit är en långstjärtad grön parakit med tydliga vita fjäll på bröst och nacke, rödbrun stjärt och röda fläckar i vingen. Ögonringen är svart i nordvästra Ecuador och sydvästra Colombia, vit annorstädes. Lätena är gälla och raspiga.

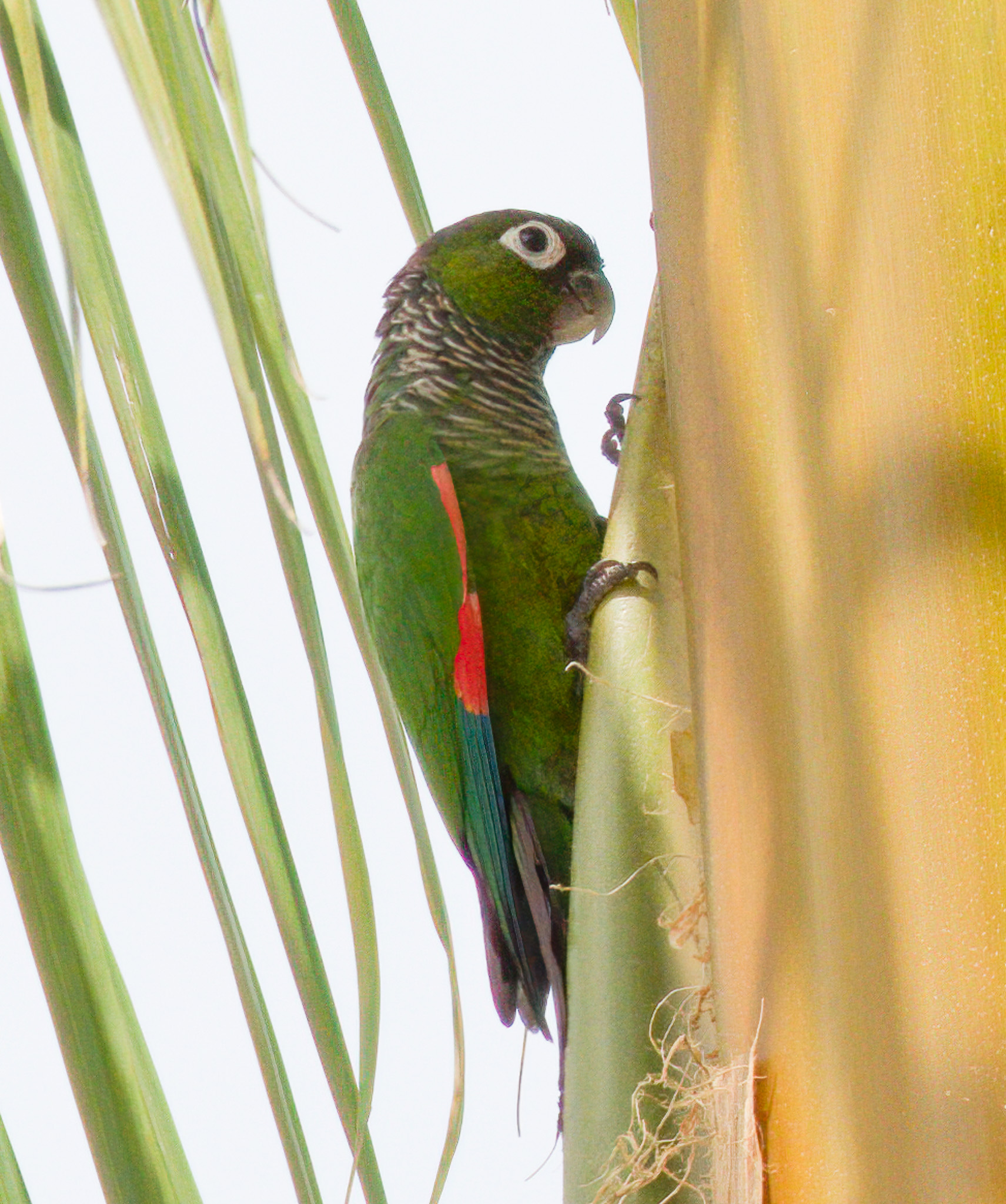

## Utbredning och systematik
Fågeln delas in i fem underarter med följande utbredning:
- Pyrrhura melanura pacifica – förekommer i Andernas västsluttning i sydvästra Colombia (Nariño) och nordvästra Ecuador
- Pyrrhura melanura chapmani – förekommer i subtropiska östsluttningar av centrala Anderna i södra Colombia
- melanura-gruppen
  - Pyrrhura melanura melanura – förekommer från sydöstra Colombia till östra Ecuador, nordöstra Peru, södra Venezuela och nordvästra Brasilien
  - Pyrrhura melanura souancei – förekommer i södra och centrala Colombia (Macarena Mountains)
  - Pyrrhura melanura berlepschi – förekommer i Andernas östsluttning i sydöstra Ecuador och norra Peru

Sedan 2014 urskiljer Birdlife International och naturvårdsunionen IUCN underarten pacifica som egen art, "chocóparakit", och sedan 2019 även chapmani.

## Levnadssätt
Brunstjärtad parakit hittas i regnskog i lågland och förberg. Den påträffas vanligen i småflockar som flyger snabbt från träd till träd. Födan består av frukt som den vanligen söker efter högt uppe i trädtaket.

## Status
IUCN bedömer hotstatus för underartsgrupperna (eller arterna) var för sig, nominatgruppen och pacifica som livskraftiga, men chapmani som sårbar.